# Play Your Hunch
Play Your Hunch è stato un game show americano condotto da Merv Griffin. Gli annunciatori per lo spettacolo erano, rispettivamente, Johnny Olson, Wayne Howell e Roger Tuttle. Nel 2001, Play Your Hunch è stato classificato al 43º posto in "50 Greatest Game Show of All Time" di TV Guide.
Play Your Hunch era una produzione di Mark Goodson - Bill Todman. È stato considerato come una sorta di "spin-off" di un altro gioco Goodson-Todman di maggior successo, To Tell the Truth.
Presentava uno dei primi ruoli di recitazione professionale di Robert Redford, con Ted Koppel che fece anche un'apparizione all'inizio della carriera.